# Trò chơi ra tín hiệu

Biểu diễn "Trò chơi ra tín hiệu" theo dạng mở rộng

Trò chơi ra tín hiệu là trò chơi Bayes dạng động (người chơi có thể nói dối, thực hiện hành vi khác với bản chất thực), với 2 người chơi, một người ra tín hiệu (The Sender - S) và một người nhận tín hiệu (The receiver - R). Người ra tín hiệu là người có bản chất nhất định được quy định trước, gọi là kiểu người chơi, t (Type of player - t). Người ra tín hiệu có thể quan sát và biết chắc về kiểu người chơi của bản thân, trong khi người nhận tín hiệu không biết về kiểu người chơi của người ra tín hiệu. Dựa vào thông tin đã biết, người ra tín hiệu quyết định chọn một thông điệp trong tập hợp các thông điệp có thể sử dụng, gọi là M = {m1, m2, m3,..., mj}. Người nhận tín hiệu có thể quan sát thông điệp được đưa ra, nhưng không quan sát được kiểu người chơi của người ra tín hiệu. Sau đó, người nhận tín hiệu chọn một hành động trong tập hợp các hành động có thể thực hiện, gọi là tập hợp A = {a1, a2, a3,...., ak}. Hai người chơi nhận được khoản thu hoạch nhiều hay ít dựa vào kiểu người chơi (t) của người ra tín hiệu, thông điệp (mi) mà người ra tín hiệu đã chọn,và hành động (ai) mà người nhận tín hiệu thực hiện. Trong lý thuyết trò chơi, có một trò chơi liên quan đến khái niệm này, gọi là trò chơi sàng lọc, tại đó, người nhận tín hiệu không lựa chọn hành động dựa theo tín hiệu nhận được, mà đưa ra đề nghị cho người ra tín hiệu, dựa trên kiểu người chơi của người ra tín hiệu (trong khi đó, người ra tín hiệu có quyền kiểm soát nhất định đối với kiểu người chơi của bản thân).

## Ra tín hiệu có mất phí hoặc không mất phí
Trò chơi ra tín hiệu được ứng dụng phổ biển trong kinh tế và sinh học, một trong những trường hợp thường sử dụng là để xác định các điều kiện giúp trò chơi đạt được thế cân bằng khi người chơi ra tín hiệu thật, phản ánh đúng bản chất/kiểu người chơi của bản thân (người chơi không nói dối). Nói một cách khác, trong điều kiện nào ta có thể tin rằng một con người có lý trí, hoặc một con vật phải đối mặt với quá trình chọn lọc tự nhiên, sẽ tiết lộ thông tin thật về bản chất của mình?
Nếu cả hai bên có cùng mối quan tâm, và đều muốn đạt được cùng một kết quả trong mọi trường hợp, khi đó có thể đạt được thế cân bằng khi người chơi nói thật. (Mặc dù trong hầu hết các trường hợp, vẫn tồn tại các thế cân bằng không liên lạc - người chơi không được lợi hơn hay bị thiệt đi khi phá vỡ các thế cân bằng này). Tuy nhiên, nếu mối quan tâm của hai bên không hoàn toàn đồng nhất, khi đó sẽ xảy ra vấn đề duy trì hệ thống ra tín hiệu thông tin.
Xét một trường hợp được miêu tả bởi John Maynard Smith, liên quan đến việc trao đổi giữa các cá thể có liên quan. Giả sử bên ra tín hiệu (ví dụ, chuột trong phòng thí nghiệm) có thể đang cực kì đói, hoặc chỉ hơi đói bụng, và có thể ra tín hiệu thông báo thông tin đó cho người đang giữ đồ ăn. Giả sử bên ra tín hiệu lúc nào cũng muốn có thêm đồ ăn (dù chỉ hơi đói bụng), nhưng người giữ đồ ăn chỉ muốn đưa đồ ăn khi đối tượng đã cực kì đói. Mặc dù cả hai bên sẽ có chung một mục tiêu trong trường hợp bên ra tín hiệu đang cực kì đói, nhưng lại có mục đích khác nhau nếu bên ra tín hiệu chỉ mới hơi đói bụng. Do đó, bên ra tín hiệu, ngay cả khi chỉ hơi đói bụng, cũng sẽ muốn làm quá lên, nói dối về thực trạng để nhận được thức ăn. Và nếu bên ra tín hiệu nói dối thường xuyên, bên nhận tín hiệu nên bỏ qua các tín hiệu và làm những gì mình tin là hợp lý nhất.
Các nhà kinh tế và sinh vật học đều quan tâm đến việc xác định xem, trong những trường hợp như vậy, việc ra tín hiệu ổn định đến mức nào. Xét về mặt kinh tế cũng như sinh học, các nhà nghiên cứu làm việc độc lập với nhau, nhưng đều cùng đưa ra nhận định rằng chi phí phải trả khi ra tín hiệu có thể đóng vai trò đáng kể. Nếu bên ra tín hiệu phải trả phí để ra tín hiệu, đối tượng sẽ chỉ ra tín hiệu khi chi phí bỏ ra là xứng đáng, tức là đối tượng đã thực sự đói bụng và cần đồ ăn.

## Cân bằng Bayes hoàn hảo
Khái niệm cân bằng được sử dụng để giải quyết trò chơi ra tín hiệu là Cân bằng Bayes hoàn hảo. Cân bằng Bayes hoàn hảo là một cách tinh giản Cân bằng Bayes-Nash, là trường hợp mở rộng cho khái niệm Cân bằng Nash trong trò chơi với thông tin không đầy đủ. Cân bằng Bayes hoàn hảo là khái niệm cân bằng có liên quan đến các trò chơi động với thông tin không đầy đủ.
Người ra tín hiệu có kiểu người chơi là {\displaystyle t_{j}} đưa ra thông điệp {\displaystyle m^{*}(t_{j})} trong tập hợp phân phối xác suất M. ({\displaystyle m(t_{j})} đại diện cho xác suất tại đó kiểu người chơi {\displaystyle t_{j}} sẽ chọn bất kì thông điệp  nào trong tập hợp M.) Người nhận tín hiệu quan sát thông điệp m và quyết định chọn thực hiện hành động {\displaystyle a^{*}(m)} trong không gian phân phối xác suất A.
Một trò chơi đạt được cân bằng Bayes hoàn hảo nếu thỏa mãn toàn bộ bốn yêu cầu sau:
- Người nhận tín hiệu phải có niềm tin về kiểu người chơi nào đã gửi thông điệp m. Niềm tin này có thể biểu diễn bằng phân phối xác suất  {\displaystyle \mu (t_{i}|m)} - xác suất mà người ra tín hiệu thuộc kiểu người chơi {\displaystyle t_{i}} nếu người đó chọn thông điệp {\displaystyle m}. Tổng tất cả xác suất của các kiểu người chơi {\displaystyle t_{i}} phải bằng 1 xét trong điều kiện của từng thông điệp m.
- Hành động mà người nhận tín hiệu đã chọn phải giúp người đó đạt được lợi ích dự tính ở mức tối đa, với điều kiện cho trước là niềm tin của người đó về kiểu người chơi nào sẽ có thể tung ra thông điệp {\displaystyle m}, {\displaystyle \mu (t|m)}. Điều này cũng có nghĩa là, tổng {\displaystyle \sum _{t_{i}}\mu (t_{i}|m)U_{R}(t_{i},m,a)} đạt giá trị tối đa. Hành động {\displaystyle a} giúp đạt được tổng lợi ích cao nhất được gọi là {\displaystyle a^{*}(m)}.
- Đối với mỗi kiểu người chơi, {\displaystyle t}, người ra tín hiệu chọn một thông điệp {\displaystyle m^{*}} giúp người đó đạt được khoản lợi ích cao nhất có thể {\displaystyle U_{S}(t,m,a^{*}(m))} với điều kiện cho trước là chiến lược {\displaystyle a^{*}} do người nhận tín hiệu lựa chọn.
- Đối với mỗi thông điệp {\displaystyle m} mà người ra tín hiệu có thể sử dụng, nếu tồn tại một kiểu người chơi {\displaystyle t} sao cho {\displaystyle m^{*}(t)} luôn ấn định xác suất {\displaystyle m} luôn dương (ví dụ, với mỗi thông điệp được sử dụng đều có xác suất dương), niềm tin của người nhận tín hiệu về kiểu người chơi của người ra tín hiệu nếu người đó nhận được thông điệp {\displaystyle m} - gọi là {\displaystyle \mu (t|m)} - phải thỏa mãn nguyên tắc Bayes: {\displaystyle \mu (t|m)=p(t)/\sum _{t_{i}}p(t_{i})}

Cân bằng Bayes hoàn hảo trong trò chơi như vậy có thể chia thành ba nhóm khác nhau: Cân bằng pha trộn (pooling equilibria), Cân bằng nửa pha trộn (semi-pooling), hay còn gọi là Cân bằng nửa tách (semi-separating), và cuối cùng là Cân bằng tách (separating equilibria). Cân bằng pha trộn là thế cân bằng mà tại đó người ra tín hiệu với các kiểu người chơi khác nhau nhưng đều chọn cùng một thông điệp. Cân bằng nửa pha trộn (hay Cân bằng nửa tách) là thế cân bằng mà tại đó ra tín hiệu, một số kiểu người chơi chọn cùng một thông điệp, và một số kiểu người chơi khác chọn những thông điệp khác nhau. Do đó, nếu có nhiều kiểu người chơi nhiều hơn là số thông điệp, thế cân bằng sẽ không thể là cân bằng tách (nhưng vẫn có thể là cân bằng nửa tách)

## Ứng dụngTrò chơi ra tín hiệu
Trò chơi ra tín hiệu miêu tả các trường hợp tại đó một người chơi nắm được thông tin mà đối phương bên kia không biết. Những trường hợp thông tin bất đối xứng này rất phổ biến trong ngành kinh tế và sinh học hành vi.

### Triết học
Người ta biết đến việc ứng dụng trò chơi ra tín hiệu lần đầu tiên trong luận án tiến sĩ của David K. Lewis và sau này được xuất bản thành sách có tên Quy ước - Convention. Nhằm trả lời cho nhận định của W.V.O. Quine, Lewis nỗ lực phát triển một hệ lý thuyết về các quy ước và ý nghĩa, bằng cách áp dụng trò chơi ra tín hiệu. Trong phản hồi cực đoan nhất, ông thậm chí còn cho rằng, chỉ cần hiểu được thế cân bằng của trò chơi ra tín hiệu là đã hiểu được toàn bộ những gì cần biết về ý nghĩa:
Cho đến giờ tôi đã miêu tả đặc điểm của một trường hợp ra tín hiệu mà không hề nhắc đến ý nghĩa của tín hiệu đó: hai ngọn đèn lồng có nghĩa là chiếc áo đỏ sẽ đến từ phía biển, hay bất kì ý nghĩa nào đi nữa. Nhưng dường như mọi điều cần nói đều đã được nói đến cả rồi, không có thiếu sót gì quan trọng; do đó, những điều đã nói, theo một cách nào đó, có thể ám chỉ rằng các tín hiệu cũng có ý nghĩa riêng.
Việc sử dụng trò chơi ra tín hiệu vẫn tiếp diễn trong nhiều tác phẩm triết học sau đó. Nhiều tác giả khác đã sử dụng mô hình tiến hóa của trò chơi ra tín hiệu để miêu tả sự hình thành của ngôn ngữ. Các tác phẩm nói về sự hình thành của ngôn ngữ sử dụng trò chơi ra tín hiệu đơn giản, bao gồm các mô hình của Huttegger, Grim, và cộng sự, Skyrms, và Zollman. Harms, và Huttegger, đã nỗ lực mở rộng phạm vi nghiên cứu, để bao hàm sự khác biệt giữa ngôn ngữ quy phạm và ngôn ngữ diễn tả. 

### Kinh tế
Ứng dụng đầu tiên của trò chơi ra tín hiệu vào các vấn đề kinh tế là mô hình của Michael Spence về việc ra tín hiệu trong thị trường lao động. Spence miêu tả một trò chơi mà tại đó, người lao động có một khả năng nhất định (trình độ cao hoặc thấp) mà nhà tuyển dụng không nắm được. Người lao động đưa ra tín hiệu bằng việc lựa chọn học tập để lấy bằng cấp. Chi phí học tập đối với người lao động trình độ thấp là tốn kém hơn so với người lao động trình độ cao. Nhà tuyển dụng quan sát được bằng cấp học vấn của người lao động, nhưng không quan sát được khả năng thực của họ, và phải đưa ra quyết định trả lương cao hay thấp cho người lao động. Trong mô hình này, giả sử bằng cấp không giúp cải thiện khả năng làm việc của người lao động, nhưng chỉ có người lao động có khả năng mới có thể đạt được bằng cấp cao mà không tốn nhiều chi phí hơn khoản tiền lương được thêm do có bằng cấp cao. Nói theo cách khác, lợi ích của việc đạt bằng cấp cao chỉ lớn hơn chi phí của người lao động có trình độ cao, do đó chỉ có những người lao động có trình độ mới đi học để lấy bằng.

### Sinh học
Ngành sinh học đã đạt được  nhiều tiến bộ đáng giá khi áp dụng trò chơi ra tín hiệu vào mọt số nghi vấn sinh học. Đáng kể nhất là mô hình chấp của Alan Grafen (1990) nhấn mạnh về việc khoe mẽ để thu hút bạn tình. Gạc sừng của loài hươu nai, bộ lông sặc sỡ của chim công và chim thiên đường, và tiếng hót của họa mi đều là những tín hiệu. Grafen phân tích những tín hiệu sinh học một cách nghiêm túc, tương tự như biểu đồ đồng biến cổ điển khi ra tín hiệu trong thị trường kinh tế của Michael Spence. Gần đây, một loạt bài viết của Getty cho thấy, phân tích của Grafen, cũng tương tự như của  Spence, dựa vào những giả định cực kì đơn giản, cho rằng các bên ra tín hiệu đánh đổi chi phí để thu được lợi ích bằng cách đơn giản là cộng dồn lợi và hại, tương tự như cách người ta đầu tư tiền để thu về lợi nhuận với cùng một đơn vị tiền tệ. Giả định cho rằng chi phí và lợi ích được đánh đổi bằng cách cộng trừ có thể áp dụng được đối với một số hệ thống tín hiệu sinh học, nhưng không đúng đối với những đánh đổi theo cấp số nhân, ví dụ như phải đánh đổi giữa việc sống còn với lợi ích sinh sản được coi là sẽ làm dịu bớt quá trình tiến hóa của các dấu hiệu được lựa chọn do sinh sản.
Charles Godfray (1991) đã mô hình hóa hành vi xin ăn của chim non trong tổ dưới dạng trò chơi ra dấu hiệu. Chim non trong tổ kêu gọi xin ăn không chỉ giúp chim bố mẹ biết rằng chim non đang đói, nhưng đồng thời lại cũng thu hút loài săn mồi tìm đến tổ. Chim bố mẹ và chim non do đó rơi vào mâu thuẫn. Chim non sẽ được lợi nếu chim bố mẹ cố gắng kiếm ăn nuôi chúng nhiều hơn mức chim bố mẹ nên đầu tư. Chim bố mẹ đang đánh đổi giữa việc đầu tư vào tổ chim non hiện tại với những lứa con sau này.
Các nhà sinh học cũng mô hình hóa việc thực hiện những dấu hiệu phòng vệ thành trò chơi ra tín hiệu. Người ta đã biết linh dương Thompson thỉnh thoảng sẽ thực hiện một cú "stott" - nhảy lên cao vài feet khoe phần đuôi trắng khi chúng phát hiện ra kẻ săn mồi. Alcock và đồng sự đã gợi ý rằng hành động này là tín hiệu của linh dương cố tình thể hiện tốc độ của mình cho kẻ săn mồi biết. Hành động này sẽ thể hiện bản chất - kiểu người chơi rất rõ ràng, vì linh dương đang ốm không thể thực hiện được hành động như vậy, và do đó kẻ săn mồi sẽ trành không đuổi theo một con linh dương đang nhảy, vì rõ ràng là linh dương này rất nhanh nhẹn, và đã tự chứng minh là rất khó bắt được nó.
Khái niệm thông tin bất đối xứng trong ngành sinh học tế bào đã được biết rõ từ lâu. Mặc dù các tế bào không phải đối tượng có lý trí, nhưng thực nghiệm đã chỉ ra rằng thông qua việc sao chép, lặp lại, chọn lựa và biến đổi gen, các tế bào có thể hành động theo nguyên tắc của trò chơi ra tín hiệu. Những mô hình như vậy đã được đề ra nhằm giải thích, ví dụ như sự xuất hiện của mã gen khi thế giới mới chỉ có toàn RNA và amino acid.